# Агила
Агила (шп. Islote Águila) је острвце и најјужнија тачка Јужне Америке и Чилеа. Налази се на 56°32‘ јгш и 60°43‘ згд.

## Географија
Агила је део арпипелага Дијего Рамирез. Смештен је у Дрејковом пролазу који повезује Тихи са Атлантским океаном. Од Антарктика је удаљено око 950 километара. Ненасељено је и има оштру климу. Открио их је Марко Рамирез, 1619. године. На шпанском ово острво значи „орао“.